# Esade
Esade es una institución académica privada de educación superior fundada en 1958, con campus en Barcelona y Madrid, y presente en todo el mundo a través de acuerdos de colaboración con 185 universidades y escuelas de negocios. Actualmente gestiona tres áreas formativas:Facultad de Derecho Esade, Esade Business School y Esade Executive Education.
Desde 2024, el director general de Esade es Daniel Traça.

## Historia
Fundada en 1958 por iniciativa de un grupo de empresarios y de la Compañía de Jesús, inicialmente se creó una Escuela Superior de Administración y Dirección de Empresas (Esade) en Barcelona. En sus inicios, la escuela instaló su sede en el Pasaje Josep Llovera de Barcelona. En 1983 se ampliaron las instalaciones con la inauguración del campus de Avenida de Pedralbes.
Entre sus fundadores hubo profesores como Josep Baruel y varios empresarios, incluyendo los hermanos Ignasi y Joan Vidal Gironella, los hermanos Antoni y Leandro Jover Lamaña, Ramon Mas-Bagà Cros, Esteve Negra Valls, Fernando del Pozo y de Querol, Albert Folch Rusiñol, Fernando Maristany Pomar, Francesc Torras Ferrer, los hermanos Antoni y Francesc Pérez Portabella, y Josep I. de Anzizu Borrell.
Inicialmente instaló su sede en el Pasaje Josep Llovera de Barcelona. En 1965 se funda la Escuela de Idiomas (actualmente Executive Language Center), y se traslada el campus a Pedralbes. En 1983 se amplió el campus de Pedralbes, siendo su biblioteca centro de documentación y de investigación de la UNESCO. En 1982 Esade Business School abrió un campus en Madrid. En 2009 inauguró otro nuevo campus en San Cugat del Vallés, donde también está el edificio Esade CREAPOLIS, sede de empresas dedicadas a la innovación, y donde en 2010 entró en funcionamiento una residencia universitaria para estudiantes internacionales. 
En 1993 crea otro centro docente, la Facultad de Derecho Esade, y en 1995 se integra en la Universidad Ramon Llull, aportando sus dos centros docentes como facultad (facultad de Derecho Esade) y escuela (Esade Business School) a la universidad.

## Cronología
- 1958. Fundación de Esade por parte de los jesuitas. Nacimiento de Esade Barcelona.[5]
- 1969. Creación del primer Centro de Documentación Europea de España.
- 1982. Nuevo campus en Madrid.[6]
- 1988. Creación de la red CEMS.
- 1992. Nuevo edificio en Av. Esplugues de Barcelona.[7]
- 1995. Integración en la Universidad Ramon Llull.[8]
- 2008. Celebración del 50 aniversario.
- 2009. Nuevo campus en Sant Cugat.[9]
- 2009. Esade Creapolis parque de innovación abierta y nuevo campus Esade MBA.[10]
- 2012. Inauguración del EGarage para impulsar el emprendimiento.[11]
- 2014. Programa CBI (Challenge Based Innovation) en CERN con IED y UPC.
- 2015. Student F1rst. Esade reinventa su experiencia educativa.[12]
- 2018. Rambla de la Innovación: un nuevo ecosistema de aprendizaje.[13]
- 2019. Nueva marca y nuevo logo: Do Good. Do Better.[14]

## Campus

### Barcelona
El campus de Esade en Barcelona tiene 32.655 m², está situado en Pedralbes y lo forman tres edificios. Las instalaciones se encuentran muy cerca de la avenida Diagonal y de una de las zonas universitarias de la ciudad, del Monasterio de Pedralbes y del Palacio Real de Pedralbes. El campus también incluye EsadeForum, un punto de encuentro de 900 m² de espacio con 336 butacas, destinado a eventos de referencia donde académicos, empresarios, directivos, estudiantes y representantes del mundo económico y social pueden reunirse y colaborar, así como compartir y difundir conocimiento, y fomentar el debate de ideas.

### Barcelona - Sant Cugat
Inaugurado en 2009, el campus Barcelona – Sant Cugat tiene 46.600 m² de campus, donde confluyen la universidad y la empresa. Además de espacios destinados al ámbito universitario como la Rambla de la Innovación, el campus alberga EsadeCreapolis, un parque de innovación de 17.520 m² donde confluyen la universidad y la empresa.

### Madrid
El campus de Madrid está situado en la zona empresarial de Chamartín, cerca de la emblemática Plaza de Castilla, al norte de la ciudad, en uno de los entornos de mayor proyección empresarial. Las instalaciones de Esade en Madrid ocupan dos modernos edificios contiguos de 2.625 m², que disponen de un equipamiento tecnológico innovador, así como de aulas, salas para grupos, zonas sociales y cafeterías a disposición de los más de 3500 alumnos y participantes que se forman anualmente en sus aulas y de las empresas que trabajan con Esade.[cita requerida]

## Gobierno corporativo

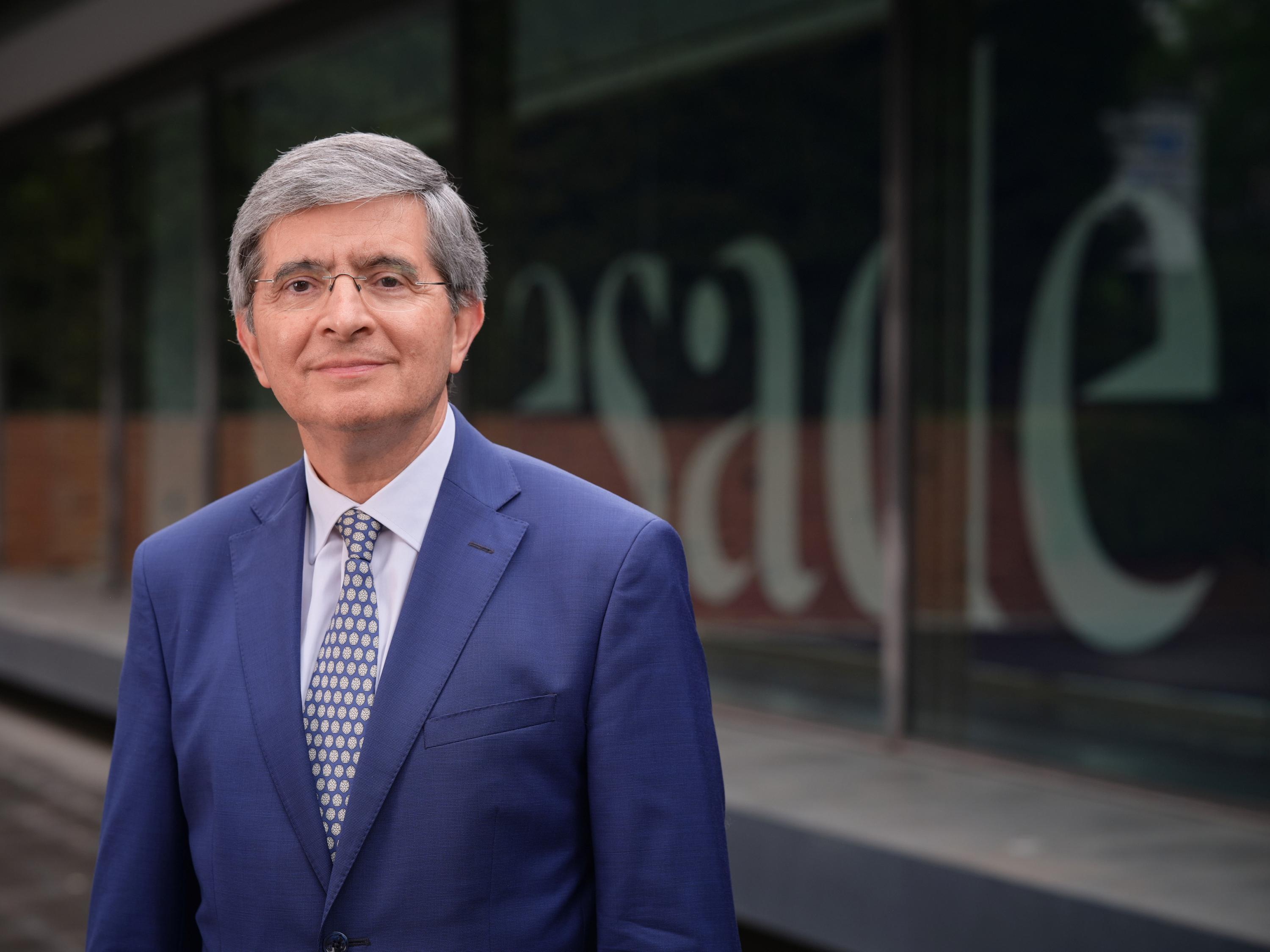
Xavier Mendoza, director general de Esade.

### Patronato
La entidad jurídica titular de los centros Esade es la fundación civil privada Fundación Esade. Su órgano de gobierno y representación es el Patronato, que está compuesto paritariamente por representantes de la Compañía de Jesús y por miembros de la sociedad civil. La propuesta de nombramiento del director general de Esade compete a la Compañía de Jesús.

### Comité ejecutivo
El comité ejecutivo de Esade está encabezado por su director general, Xavier Mendoza.
| Nombre                        | Año             |
| ----------------------------- | --------------- |
| Daniel Traça                  | 2024-actualidad |
| Xavier Mendoza                | 2022-2024       |
| Koldo Echebarria              | 2018-2022       |
| Eugènia Bieto Caubet          | 2010-2018       |
| Carlos Losada Marrodán        | 2000-2010       |
| Lluís M. Pugès Cambra         | 1992-2000       |
| Jaume Filella i Ferrer        | 1988-1992       |
| Xavier Adroer Tasis           | 1969-1988       |
| Marià Íbar Albiñana           | 1964-1969       |
| Lluís Antoni Sobreroca Ferrer | 1959-1964       |

### International Advisory Board
El International Advisory Board (IAB) está integrado por líderes del mundo empresarial y se reúne cada año para analizar el contexto socioeconómico y político, e identificar los ámbitos en los que Esade puede seguir siendo un actor de cambio a escala global. Lo componen, entre otros, Antonio Garrigues Walker, Maite Arango (Ashoka Spain),  Hans-Paul Bürkner (Boston Consulting Group), Enrique Lores (HP Inc.).

## Distinciones y premios
En 1988 fue galardonada con la Cruz de San Jorge concedida por la Generalidad de Cataluña.

## ESADECREAPOLIS

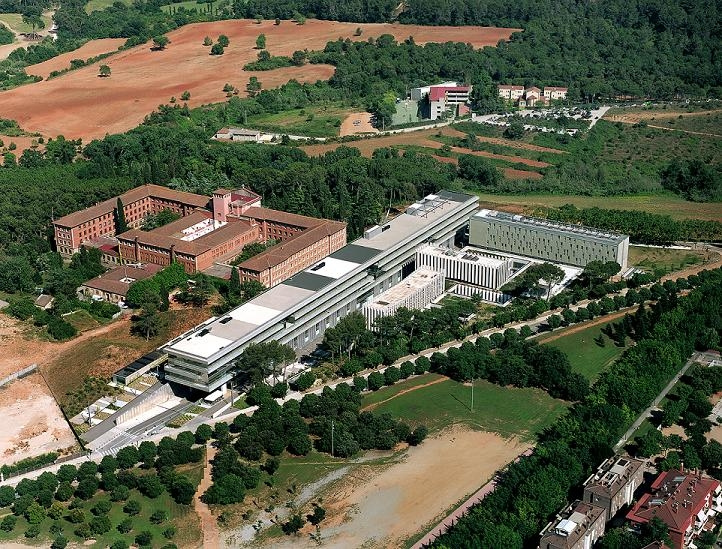
Vista aérea de ESADECREAPOLIS y del campus de ESADE en San Cugat del Vallés

En el Campus universitario de Esade en San Cugat se emplaza ESADECREAPOLIS, centro de Open&Cross innovation promovido además de por Esade, por cuatro de las principales Cajas de Ahorros Catalanas, el Ayuntamiento de San Cugat y la Generalidad de Cataluña por medio de Avança.

## Esade Alumni, asociación de antiguos alumnos

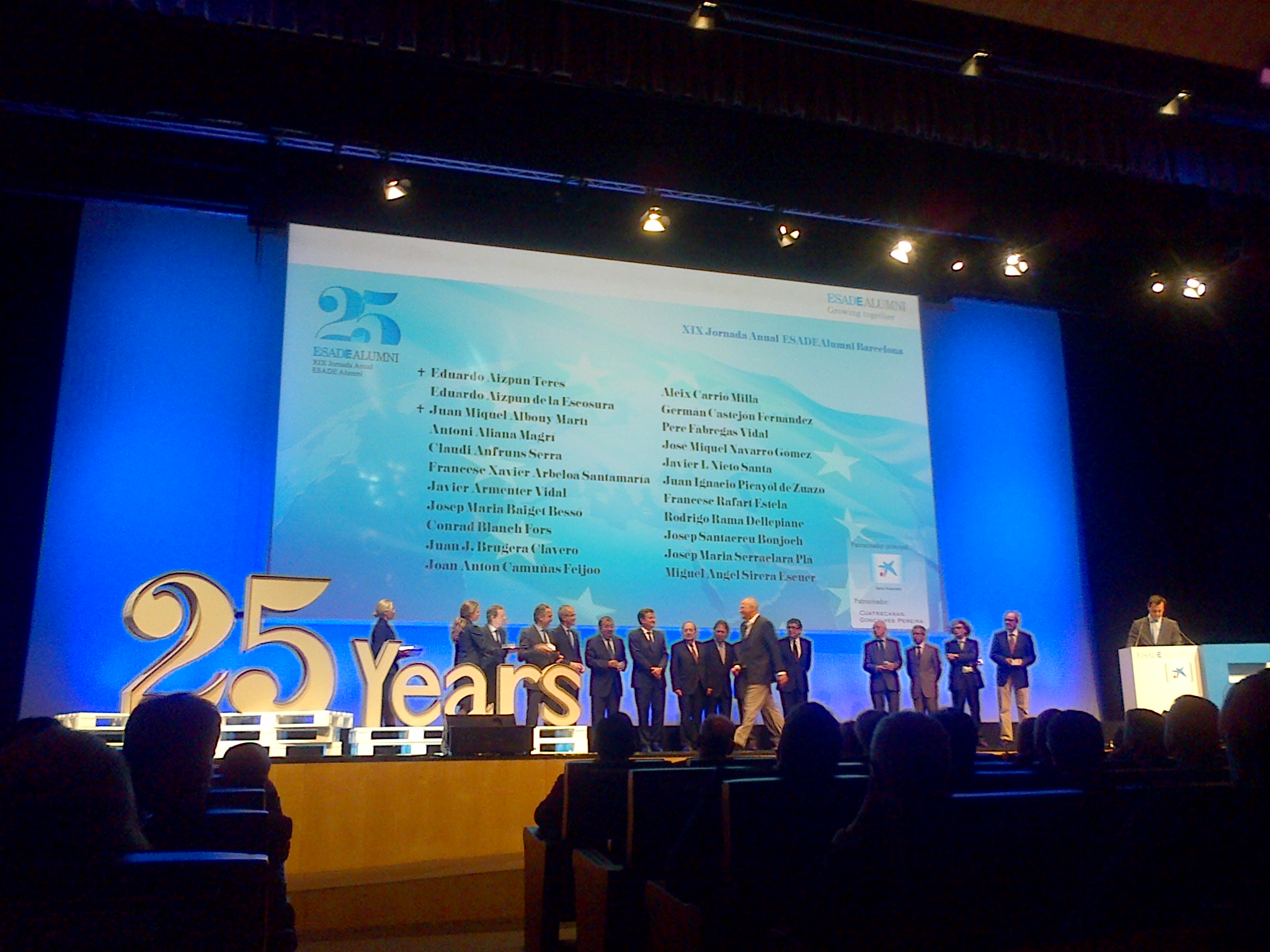
En 2014 se celebró el 25 aniversario de Esade Alumni y se homenajeó a los fundadores de la asociación

La comunidad de antiguos alumnos de Esade, está integrada por 63.000 personas según datos del año 2019. De estos, más de 7500 residen en 114 países diferentes, donde muchos ocupan puestos de responsabilidad en empresas y organizaciones. Hay 15 países que superan el centenar de antiguos alumnos de Esade. Una lista encabezada por España y seguida de Estados Unidos, Francia, Alemania, Canadá, Italia, Chile, Noruega, México, Suiza, Bélgica, Reino Unido, Andorra, Países Bajos, Brasil, Suecia y Argentina.
Esade Alumni, la asociación de antiguos alumnos, cuenta con 17.180 socios según datos del año 2012. Esade Alumni cuenta con 12 clubes territoriales en España, 33 chapters internacionales (en 30 países) y más de 20 clubes funcionales y sectoriales. 

### Historia de la asociación
Esade Alumni nació de la iniciativa de un grupo de 22 antiguos alumnos de diversas promociones. Con la firma del acta fundacional y los Estatutos se consiguió vertebrar el cuerpo social de los antiguos alumnos de la institución en una Asociación. El protocolo de acuerdos de colaboración con Esade, y la inscripción oficial en el registro de Asociaciones el 9 de octubre de 1989, culminaron la creación de la Asociación.
En el 2014 celebró su 25 aniversario y concedió el Premio Esade a Martin Winterkorn, presidente del Consorcio automovilístico Volkswagen.